# Трансільвансько-Буковинський добровольчий корпус
Трансільвансько-Буковинський добровольчий корпус (рум. Corpul Voluntarilor ardeleni-bucovineni, Corpul Voluntarilor transilvăneni și bucovineni, або Румунський добровольчий корпус в Російській імперії (рум. Corpul Voluntarilor români din Rusia)) ― військове формування часів Першої світової війни, яке складалося з румунських військовополонених, що перебували в Російській імперії. Офіційно заснований в лютому 1917 року в Києві в Дарниці. До нього брали перебіжчиків з Австро-Угорської армії, в основному жителів Трансільванії і Буковини. На початку війни цих солдатів закликали боротися проти військ Румунії і її союзників, але, опинившись в полоні в Російській імперії, вони зголосилися воювати проти Центральних держав. Будучи борцями за право на самовизначення і об'єднання з Румунією, військові лідери корпусу прийняли ряд політичних резолюцій, які за змістом були схожі на ті, що були прийняті в день об'єднання у 1918 році.
Корпус фактично був активним військовим резервом румунських сухопутних військ і регулярно відправляв нові загони на Румунський фронт після червня 1917 року. Війська корпусу брали участь в обороні останніх територій Румунії, які ще не були зайняті Центральними державами. Війська корпусу особливо відзначилися в битві при Мерешешті, хоча на той момент їм як і раніше не вистачало єдиної структури командування. Коли в Російській імперії відбувся більшовицький заколот, Румунія підписала перемир'я і вибула з табору Антанти, а корпус залишився без підтримки і цілі. Проте він надихнув на створення аналогічних підрозділів в країнах Антанти, найбільшим з них був Румунський легіон в Італії.
Мобілізовані добровольці залишилися в Росії та Україні, після початку Громадянської війни в Росії. Деякі з них вступили в Румунський Сибірський легіон, який протистояв більшовикам спільно з Чехословацькими легіонами і Білим рухом. Бійці цих підрозділів були в кінцевому рахунку репатрійовані до Румунії в 1920 році.

## Дарницький корпус

### Початок формування
У 1916 році Румунія вступила в Першу світову війну на боці Антанти в союзі з Російською імперією проти Австро-Угорщини та інших Центральних держав. Через деякий час керівництво Румунії поставило питання про долю і лояльності австро-угорських румунів, які знаходилися в російських таборах військовополонених. За оцінками того часу загальне число румунів з Буковини і Трансільванії в таких таборах по всій Росії складає 120 000 или 130 000 чоловік. Тим часом в самій Румунії перебувало кілька тисяч румунських біженців з Австро-Угорщини, які відразу ж записувалися на службу в Румунські збройні сили.
У Росії румунські полонені скаржилися на те, що їх утримують гірше, ніж інших полонених австро-угорського походження. Можливо, це також посприяло їх рішенню записатися добровольцями в румунську армію. Російська влада не відразу визначилися щодо того, чи слід дозволити їм приєднатися, і спочатку подібні ініціативи відхилялися. Ті, хто наполягав на тому, щоб встановити контакти з Румунією, були заарештовані російської поліцією. У тому ж році, після проведення консультацій з владою Румунії, в Росії відмовилися від таких заходів. Нарешті було вирішено, що з таборів буде звільнено максимум 15 000 австро-угорських румун в обмін на аналогічну кількість не-румунських військовополонених з таборів в самій Румунії.
Згодом, ті, хто хотів записатися до корпусу, були переселені в спеціальні табори в Дарниці, на той час передмісті Києва, по-румунські відомий як Darniţa. У грудні 1916 року через цей табір пройшли близько 200 офіцерів і 1200 унтер-офіцерів, які утворили ядро (і головне командування) «Румунського корпусу». Першим старшиною табору був обраний 40-річний Віктор Делеу, який був професійним юристом, рядовим членом Румунської національної партії та журналістом з Трансільванії. Він прибув до Києва після інтернування в Кінешмі. Серед інших керівних членів Дарницького табору були Подпилив Ністор, Василе Хіро, Еміль Ісопеску, Валеріу Мілован, Октавіан Васу і Йоан Вескан.
Незалежно від будь-яких подібних ініціатив, уряд Румунії, як правило, приділяв мало уваги питанню потенційного вербування в Україні, так як багато офіційних осіб були не впевнені у відданості трансільванських і буковинських румунів, і побоювалися, що вони можуть стати австро-угорськими шпигунами в рядах армії. Крім того, швидше за все близько половини з 120 000 полонених не могли б записатися в корпус, оскільки були лояльні до Австрії, інвалідами або просто людьми, які мали підстави побоюватися репресій у себе на батьківщині з боку влади. Таким чином, Румунія надавала слабку підтримку даному формуванню, але все ж в січні 1917 року табір відвідав підполковник військ Румунії Константін Петрару з метою оцінити можливість вербування. Погіршення стану на Румунському фронті призвело до вторгнення сил Центральних держав в південну Румунію, тому перед румунським військовим керівництвом була поставлено термінове завдання з пошуку нових бійців для ведення оборонних дій.

### Лютнева революція в Російській імперії

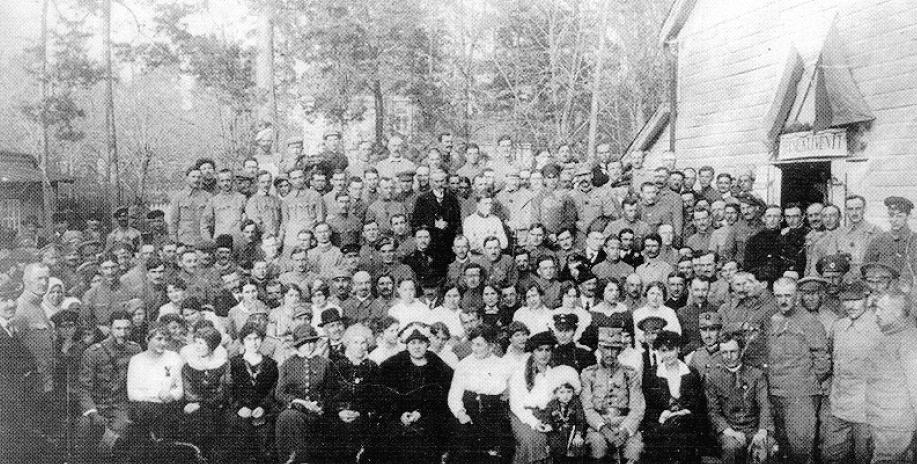
Румунські солдати в Дарниці, Київ, 1917 р.

Незабаром після цих подій у Російській імперії сталася Лютнева революція, в результаті якої до влади прийшов ліберальний Тимчасовий уряд. Як наслідок цього, весь проект про переведення полонених був відкладений, хоча визнання новою владою принципу про самовизначенні сприяло поновленню румунських сподівань. За словами ветерана корпусу, Сіміона Гокана, солдати були натхнені як цими революційними обіцянками, так і вступу США у війну, яка, здавалося, зробила ідею президента Вільсона про самовизначення націй офіційною програмою Антанти.
Наказом № 1191 від 23 лютого 1917 (за старим стилем) міністр національної оборони Вінтіле Бретіану заснував Добровольчий корпус в якості особливого формування національної армії. В той же день в Дарницькому таборі, підполковник Петрару отримав наказ від начальника генерального штабу Константина Презана про оснащення новобранців і організації їх в підрозділи. Почесним командувачем був призначений Константін Коанде, який на той час уже був військовим аташе при Ставці Верховного головнокомандувача. Протягом наступного місяця, перебуваючи в Могильові, Константін Коанде, знову домовлявся про визнання корпусу російським Генштабом, і отримав дозвіл, але кількість призовників було більш чітко визначено.
18 березня Константін Коанде підготував текст «Клятви» (Angajament), який визначав статус бійців корпусу по відношенню до солдатів румунської армії, і яку призовники повинні були прийняти. Документ містив положення про інтеграцію колишніх австро-угорських офіцерів в румунську армію, зі збереженням еквівалентних звань і урахуванням часу, проведеного на австрійській службі, в тому числі і того часу, яке вони провели в таборах для військовополонених. Клятва закінчувалася словами: «хай допоможе нам Бог, щоб через нашу кров ми змогли звільнити наші землі і створити Велику Румунію, єдину по суті і вічну.» Все ті, хто відступлять після підписання документа будуть вважатися дезертирами. Кількість заяв про зарахування на службу була високою, навіть незважаючи на те, що в таборі поширилися чутки про те, що у себе на батьківщині влада буде страчувати членів сімей волонтерів і конфіскувати їхнє майно. Ветеран корпусу Петру Немоіану пізніше стверджував, що заздрість і конфлікти на класовому підгрунті були властиві для корпусу, де офіцери сварилися, прагнучи зайняти більш добре оплачувані місця.
У квітні Петрару зустрівся з Олександром Гучковим, одним із лідерів Тимчасового уряду. Між ними була досягнута домовленість про максимальну кількість солдатів, які повинні бути зараховані в румунський корпус. Відповідаючи на прохання румунського прем'єра Йонела Бретіану, Гучков дозволив рекрутувати 30 000 військовополонених. Наказ був переглянутий Олександром Керенським, який скоротив це число до 5 000, зазначивши, що полонені були вкрай необхідні як додаткові робочі руки в сільському господарстві і промислових підприємствах імперії.

### Дарницький маніфест
Революційні події в імперії надихнули дарницьких в'язнів на проголошення своєї власної політичної програми і відкрито вимагати об'єднання Трансільванії з Румунією. Їх маніфест від 26 квітня, був підготовлений для публікації трансільванським поетом Октавіаном Ґоґа, був підписаний 250 офіцерами і 250 солдатами, і, ймовірно, став першою заявою про союз з боку представницького органу Трансільванії. У документі говориться наступне: «ми, румуни, як і всі інші підкорені народи, усвідомили, що раз і назавжди ми [...] не можемо продовжувати жити в рамках Австро-угорської держави; ми [...] вимагаємо з почуттям непохитної волі нашого об'єднання з Румунією, щоб разом ми змогли утворити єдину національну румунську державу. [...] Заради цього ідеалу, ми кидаємо на чашу ваг все те, що маємо: наші життя і долі, наших жінок і дітей, життя і щастя наших нащадків. Ми не зупинимося: ми переможемо або загинемо ».
Документ, текст якого дійшов до сучасних дослідників в кілька різних версіях, був удостоєний короткого уваги на міжнародній арені. Він посилався на російську демократичну програму, доктрину Вільсона про самовизначення, і в ньому висловлювалася надія на збори представників «щасливих національних і демократичних держав». Маніфест також приділяв значну увагу діяльності «зрадників» справи об'єднання з Румунією. Як пізніше розповідав Петру Немоіану, то було замасковане відсилання до Румунської національної партії, чиї помірні лідери, по-видимості ще лояльні до Австро-Угорської монархії, на той час до цих пір намагалися домогтися деволюції з боку Австрії. Виправдовуючи РНП, Симион Гокана стверджував, що членів партії в Трансільванії «жорстоко тероризували» і насильно змусили підписати «декларацію про лояльність» уряду.
Октавіан Ґоґа, який в той момент був біженцем і представником цивільного населення, проїжджаючи транзитом через Росію, повинен був покинути Дарницький табір з копією відозви. Деякі дослідники стверджують, що так він і вчинив, і подальша популяризація маніфесту в значній мірі були зобов'язана його роботі як публіциста. Такі відомості суперечать спогадами іншого румунського активіста, Онисифора Дібу: «відозва повинна була бути переданою Гогі після того, як той потрапить в Дарницю. З якоїсь причини Гога зупинився на день в Києві. При таких обставинах я виявився тим, хто повинен був зберегти документ». Згідно з цією версією, Дібу передав його королю Фердинанду I і генералу Константину Презану.
Документ був розісланий різним урядам: Тимчасовому уряду в Росії і Українській Центральні Раді. Він був також представлений особисто політикам і інформаційним агентствам, а також розісланий організаціям національних визвольних рухів чехів, поляків, сербів. Копія звернення згодом була доставлена в США уповноваженими румунськими делегатами Василем Стойка, Василем Лукаку і Йоаном Мота, а також була перевидана в газетах румунських американців. Згідно з деякими даними, копії маніфесту скидалися з повітря на окопи австро-угорських військ на італійському фронті.
Солдати в таборі незабаром придумали для себе особливий стяг, заснований на румунському триколорі з гаслом  Trăiască România Mare  («Хай живе велика Румунія»). Всього були зшиті сім таких прапорів, один з яких один зберігався у солдата з Баната Дмитра Лазареску.

### Прибуття в Ясси
Шість призовних комісій вирушили з Румунії в Україну. У травні 1917 року вони зустрілися з румунськими добровольцями, які на той час передислокувались з Дарниці в жіночу гімназію на Подолі в Києві, де також почалася робота з пошиття нової румунської форми. З Подолу свіжо сформований батальйон незабаром в спішному порядку був відправлений до Румунії з метою зміцнити оборону. Маючи в складі близько 1300 осіб, ця група вирушила на чартерному поїзді, зупинившись в Кишиніві. Румунське населення міста зробило їм теплий прийом: батальйон отримав ще один румунський Триколор в якості бойового прапора, бійці також отримали в подарунок православну ікону.
Батальйон прибув в місто Ясси, в той час колишньої тимчасової столиці Румунії. Добровольців зустрічали як героїв. 9 червня на міському майдані вони прийняли присягу і були офіційно інтегровані до складу Сухопутних військ Румунії. На церемонії були присутні Король Фердинанд, прем'єр-міністр Бретіану, генерал Презан, представники дипломатичних місій Антанти (Олександр Щербачов, Анрі Бертело), а також посли нейтральних країн. Мануель Мултедо і Кортіна з Іспанії пізніше говорив, що присяга була «урочистий акт», відображенням «національних прагнень» румун.
На бенкеті і мітингу, які відбулися на площі Об'єднання, Віктор Делеу виступив перед цивільним населенням, відгукуючись про солдатів корпусу як про рятівників країни: «ми були зобов'язані прийти сюди в цей день, коли ви переживаєте всі ці труднощі. Ми виїхали з чужої країни, але зробили це тільки з однією думкою в голові: повернутися додому. Ось чому для нас є лише одна дорога: та, що веде нас вперед. [...] І ми переможемо, адже самі Карпати не досягають тих вершин, де знаходяться наші серця! »Румунський політик Йон Ґеорґе Дука пізніше згадував, що ніякі інші слова не могли зробити таке глибоке враження на публіку, як ці: «мова Делеу являла собою просте і чисте диво, це було щось незабутнє.»
Штаб корпусу і інші трансильванські вигнанці (Йон Агирбічану, Лауріала Габор, Октавіан Таслауану та інші) доклали великих зусиль до прийняття якнайшвидше цих підрозділів в румунську лінію оборони. Після короткого курсу перенавчання війська корпусу були додані 11-ї дивізії, яка на той момент перебувала на відпочинку в Яссах. Але разом з цим командування вирішило, що формування з полонених, особливо тих, що були з Трансільванії, повинні бути відокремлені від інших частин, хоча і перебувати з ними під загальним командуванням. Офіційний акт 1918 пояснив сенс цього наказу: «трансильванці повинні боротися як трансильванці [...] проти угорської держави, з тим щоб ясно і безсумнівно затвердити, що румуни Угорщини не визнають її владу. Війна проти Угорщини, як би вона не закінчилася, - це благородна справа всієї румунської нації в Угорщині. Знання про це є моральним підкріпленням під час битв». Коли солдатам запропонували вибрати собі  Псевдонім , щоб уникнути розстрілу у разі потрапляння до полону, вони відреагували приблизно так: «ми маємо намір бути армією Трансільванії! Ми прагнемо бути совістю Трансільванії, яка волає до повної свободи і об'єднання! Ми не хочемо отримати завойовану землю, ми хочемо звільнитися самотужки! Шибениці? Нехай вони повісять нас! Але нехай знають, що Трансільванія сама бореться за свободу і об'єднання!»

### Битва під Мерешешті

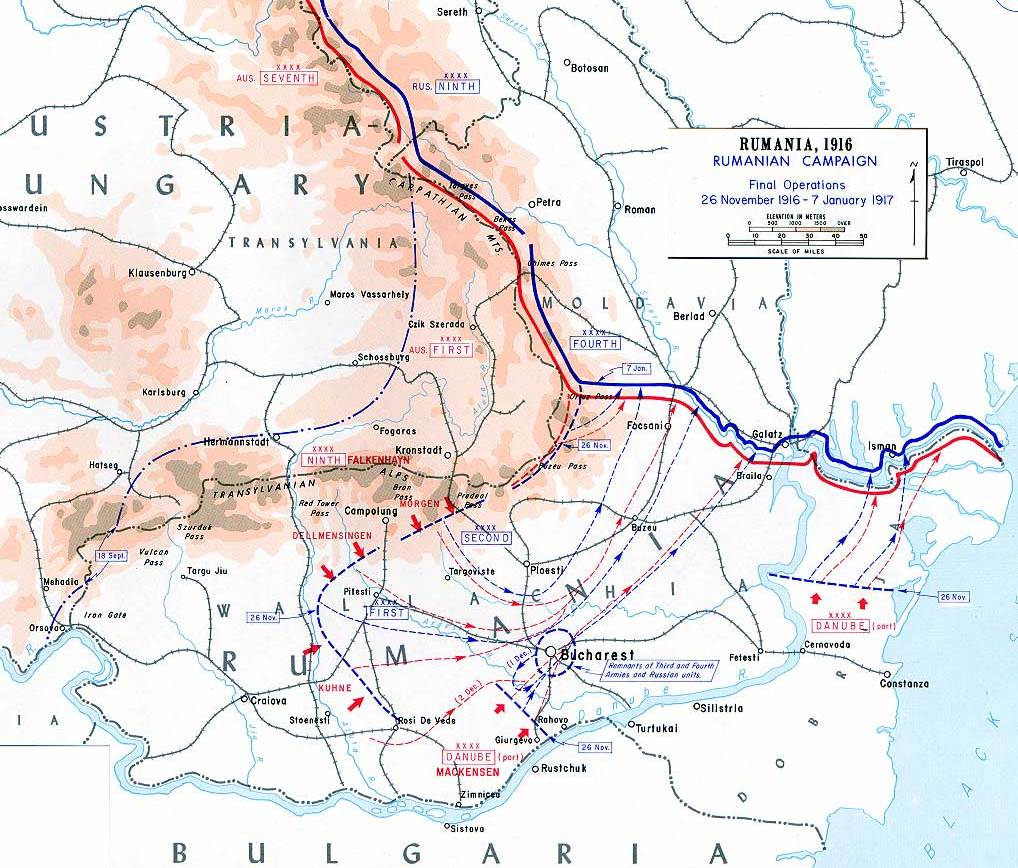
Румунський фронт в період між листопадом 1916 і січнем 1917 року

У липні 1917 року представництва корпусу в Києві поширили перший вербувальний листок під назвою România Mare («Велика Румунія»). То було нове видання в бухарестської газети, заснованої Войко Нітеску, і в цій новій формі, видавалася командою румунських активістів: це були трансильванців Север Боку, Гіта Попп, Йосип Шіопу і буковинець Філарет Добош. România Mare справила великий пропагандистський ефект, незважаючи на те, що тільки за один випуск публікувалося між 3000 і 5000 примірників видання.
Набір добровольців тривав в стійкому темпі, і при румунському генштабі було створено т. з. бюро Т. Б. (Biroul T. B - Бюро Трансільванії і Буковини). Його засновниками були три молодших лейтенанта: Делеу, Василе Освада і Леонтій Сіліон. Бюро тісно співпрацювало з консультативною комісією інтелектуалів і політиків трансільванських і буковинського походження (туди входили Гога, Іон Ністор, Леонтій Молдован). Бюро також представляла депутація трансільванських офіцерів - вона складалася з Елі Буфнеа і Віктора Чадере.
Підрозділи Добровольчого корпусу відзначилися в оборонних боях у східній Румунії, в результаті яких було відбито наступ військ Центральних держав протягом літа 1917 року. Разом з 11-ю дивізією солдати Трансільванії і Буковини брали участь в боях біля Мерешті, при Оітузе і біля Мерешешті. У той час солдати були розділені між п'ятьма полками 11-ї дивізії: 2-м, 3-м олтським, 5-м єгерським, 19-м каракльським, 26-м Ровинським.
Три битви, в результаті яких румунам разом з частинами російської армії вдалося стримати наступ Центральних держав, завершилися на початку осені 1917 року. Серед волонтерів був 31 вбитий і 453 поранених; 129 були удостоєні різних нагород. Одним з найбільш відзначилися солдатів був Дімітрі Лазарел. Він був одним з тих, хто пройшов через всі три битви. З чуток, він ніколи не ходив в бій без прапора. Віктор Делеу покинув частини резерву і приєднався до 10-го єгерського батальйону під час битви біля Мерешешті, потім важко захворів і був переведений в інший підрозділ.
Трансильванців і буковинці були розчаровані відсутність єдиного командування над ними. У скарзі, яку вони послали королю Фердинанду в вересні, вони просили включення їх в окремий корпус, стверджуючи наступне: «за допомогою такого об'єднання вільна воля раніше пригноблених румунів буде вважатися виразом їх загальної волі. Ніхто з них не буде вважатися окремою особою [...], але буде частиною цілого народу, що звільняється від [австрійського] ярма ». Як і керівництво штаб його армії, король не схвалив цю ініціативу, повідомивши Деляну і Таслауану, що в кращому випадку добровольці можуть очікувати, що їх визначать в особливі полки в рамках вже існуючих підрозділів. Паралельно з цим тривали переговори між Росією і Румунією з питання про кількість добровольців, яким дозволять покинути російську землю. На початку червня  Ставка  наказала звільнити 5000 румунських полонених, всі з яких розміщувалися на території Московської губернії. На думку історика Іоана Шербана, схвалення з боку російського керівництва створило проблеми для румунської сторони, оскільки солдати знаходилися далеко в Росії і працювали в «в аграрних регіонах і різних промислових центрах півдня Росії, Уралу, Західного Сибіру і т. п.» Коли йшли бої при Марешешті, румунський уряд закликало представників російського керівництва дозволити їм набрати ще більше новобранців для відправки на фронт. Румуни отримали підтвердження про відправку 30 000 чоловік безпосередньо від начальника Генштабу Лавра Корнілова (і яких ще раніше обіцяв відправити Гучков). В результаті цього дві призовні комісії переїхали в тихоокеанський порт Владивосток і розгорнули діяльність по залученню більшої кількості добровольців по всій території азійській частині Росії.
Після обіцянки Корнілова, верховне командування румунських військ вжило заходів щодо створення єдиної і окремої дивізії, яка складалася б з тих, хто пройшов уже через Поділ, а також з інших біженців, які до того моменту давно перебували на службі Румунії.«Бюро Т. Б.» передало свої повноваження Центральної службі, яка підпорядковувалася Генеральному штабу. На початку грудня 1917 року Добровольчий корпус був переформований в останній раз, ставши  дивізією. Полковник Марсель Олтяну був призначений на посаду центрального командування добровольчого корпусу, штаб якого розміщувався в Хірлау. У перші дні 1918 року, під командуванням Олтяну було три нових полку: 1-й турдінскій (командир: Драгу Бурікеску), 2-й альба-юльський (Костянтин Пашалега), 3-й імені (Аврама Янку).
Завербовані колишні військовополонені склали значну частину з приблизно 30 800 колишніх австро-угорських підданих, які значилися румунськими службовцями до кінця 1917 року. На той час, коли корпус перестав поповнюватися (січень 1918 року), в його ряди вдалося залучити ще близько 8500 (или 10 000) солдат. Але в цілому наказ Корнілова був відданий занадто пізно для того, щоб трансильванці і буковинці зробили значний внесок у війну на боці Румунії.

### Бухарестський мирний договір

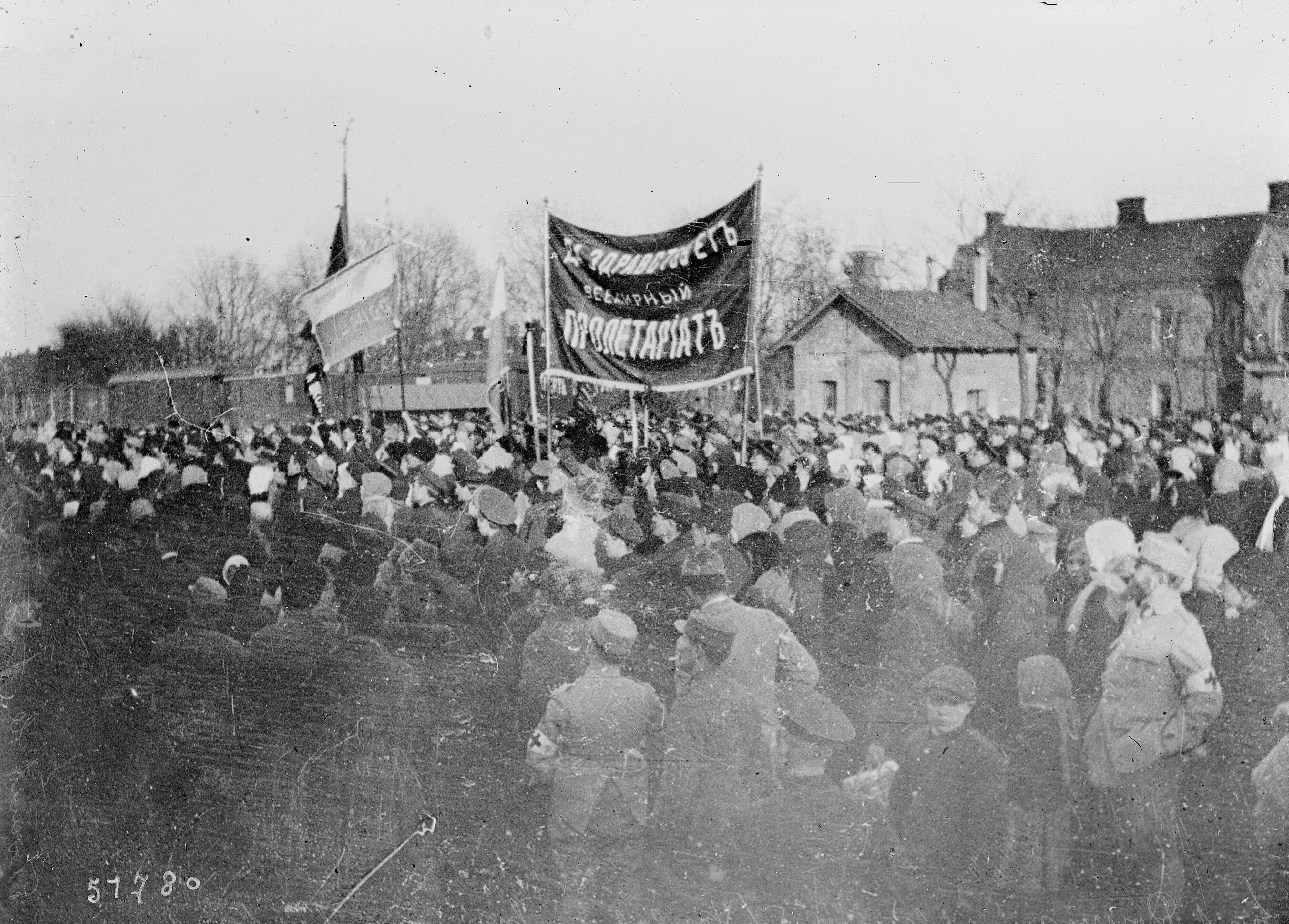
Більшовицький мітинг на залізничній станції десь в Румунії або Бессарабії (1917). Румунські солдати спостерігають за тим, що відбувається з боку

У Києві за кілька місяців встановлюється режим гетьмана Павла Скоропадського. Українська влада не вітала присутність румунів на своїй території. Підполковник Костянтин Петрару разом з невеликим загоном опинився на території Української Держави, де вони виявилися останньою групою румунських добровольців. Планам про їх відправку на фронт завадила дипломатична напруженість між Українською Державою і Румунією. Офіційний Київ не узгодив договір про кордон з Румунією. Разом з тим, український уряд дозволив Делеу, Боку, Дібу і іншим активістами продовжувати свою діяльність на території України.
Вестник România Mare, де Север Боку все ще був головним редактором, був закритий у грудні 1917 року. За весь час існування видання було опубліковано 23 випуски. До цього часу Йон Агирбічану зі своєю сім'єю вже поїхав з дому в Єлисаветграді в штаб формування в Хірлау, де став капеланом корпусу.
Остання група румунського формування покинули територію України і висунулися до Кишиневу, де уряд прорумунською Молдавської Демократичної Республіки боролося за владу з місцевими більшовиками. Дії МДР напевно були узгоджені з румунським командуванням, яке віддало наказ про наступ на місто Унгени. Румунські волонтери були одягнені в російську військову форму під час їх проходження через Ясси, однак були впізнані молдаванами і більшовиками як румунські підрозділи на Кишинівської міської станції, де їх поїзд зупинився 6 січня. Пішла збройна сутичка, після чого молдавани і більшовики роззброїли, вбили або взяли в полон загін солдатів. Румуни, які вижили трималися в полоні під наглядом засновника Молдавської армії Германа Пинтя. Добровольці були звільнені в той же день, імовірно республіканськими військами. Через багато років по тому висловлювалися підозри про те, що Пинтя своїми діями фактично допомагав більшовикам і був противником румунського впливу в Бессарабії.
Бухарестський мирний договір, або сепаратний мир між Румунією і Центральними державами, послужив причиною для зупинки вербування нових добровольців. Процес об'єднання солдатів в єдину формацію також натрапив на великі перешкоди. Север Боку вже після війни говорив, що намагався ініціювати перекидання військ з Хірлау на Західний фронт, але його проект був відхилений головнокомандувачем румунською армією Александру Авереску.
З поразкою у війні майбутнє Румунії на той момент жителям країни здавалося туманним. Проте Добровольчий корпус як і раніше залишався предметом націоналістичної пропаганди, поширюваної румунської інтелігенцією в столицях держав Антанти. Перебравшись до  Францію, Боку знову почав друкувати  România Mare , яка повернула собі статус трибуни для ідей про об'єднання серед румунської діаспори. До Севера Боку незабаром приєднався Октавіан Ґоґа, який перетнув радянську територію і Фінляндію по фальшивими документами, видаючи себе за ветерана Добровольчого корпусу.

## Спадок

### Військові підрозділи румунської діаспори
До весни 1918 року, трансильванські і буковинські військовополонені у Франції і  Італії приступили до створення власних підрозділів на основі існуючого румунського корпусу. Лучано (Лукіан) Феріго став командувачем Румунського легіону в Італії ( Legione Romena d'Italia ), і прийняв свій церемоніальний прапор 28 липня, влившись до складу  Королівської італійської армії . Підрозділ зробив свій внесок в перемогу над австрійцями при Вітторіо-Венето. На Західному фронті, у Франції, подібне ж формування було створено в основному з румунських громадян, які були незадоволені сепаратних мирним договором. Серед них були і солдати, які таємно покинули Румунію, щоб продовжити боротьбу. Однак колишніх жителів Австро-Угорщини серед них було небагато, їх число в цілому співвідносилося з числом австро-угорських полонених у Франції, які були взяті, в основному, під час боїв в Сербії і Македонії. 135 добровольців, які виявили бажання служити в жовтні 1918 року, отримали відмову від французьких чиновників у визнанні їх колишніх офіцерських звань. Їх підрозділ увійшов до структури Французького іноземного легіону. До нього приєдналися інші різні групи румунських новобранців, але процес формування підрозділу був зупинений на півдорозі: у листопаді Антанта здобула перемогу над Німеччиною. Перша світова війна для Франції і Румунії була закінчена.
У жовтні 1918 року Австро-Угорська держава стрімко розпалася. У цей час на території імперії стихійно утворюються різні національні збройні формування, які складалися в основному з дезертирів Імператорської і королівської армії. Румунський празький легіон надає підтримку Чехословацькій національній раді і членам Сокільського руху в їх успішному збройному повстанні. У той же час інші румунські підрозділи виходять з-під австрійського командування у Відні. Румуни також входили в окремі формування в  ВМС Австро-Угорщини і потім підняли повстання на  Австрійському Примор'ї і на Адріатиці.
Складніша ситуація мала місце в Росії. Уже в квітні 1918 року деякі румунські групи добровольців приєдналися до Червоної Армії і підпорядковувалися угорському воєнкому Белі Куну, інші ж добровольці продовжували служити національній справі. У червні 1918 року низка румунських військовополонених, які виявили бажання вступити в добровольчий корпус, опинилися відрізані від Румунії в результаті початку Громадянської війни в Росії і були залишені румунським урядом напризволяще. Деякі з них переходили на територію РРФСР в надії бути репатрійованими разом з румунським консульством, інші ж бігли в області, підконтрольні Білого руху, в тому числі аж до Іркутська; треті ж втекли з країни північними шляхами, через Швецію. За всіма цими групами пильно стежили французи, які виношували плани по об'єднанню волонтерів в Румунський легіон на Західному фронті, або навіть по відкриттю нового  Східного фронту з їх участю.
Тим часом, перебуваючи в союзі з великими сербськими і чеськими національними підрозділами, румунські добровольці, які перебували на Транс-Сибірської залізниці, ставали учасниками нових збройних формувань. Їх первинною метою було показати Антанті, що румуни були як і раніше готові боротися проти Центральних держав. У Росії, однак, їм довелося вступати в зіткнення з більшовиками та іншими лівими силами. Добровольці вчинили особливо сильний опір тоді, коли більшовицький уряд висунув їм ультиматум про здачу зброї.

### Полк «Хорія» і Румунський Сибірський легіон

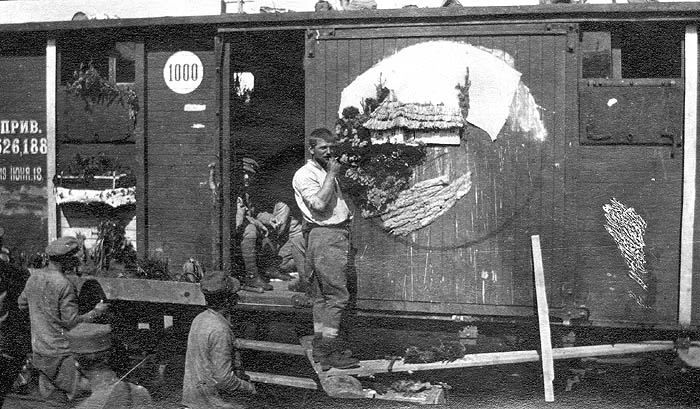
Залізничний вагон, в якому розміщувався штаб Чехословацького легіону в Росії

Деякі волонтери в Росії об'єдналися з новоприбулими з України братами по зброї. Разом вони сформували батальйон з 1300 осіб у Кінель, який увійшов до складу Чехословацьких легіонів . На території Комуча і Тимчасового Сибірського уряду організовувалися клуби румунських офіцерів: першим з них стало об'єднання в Самарі під керівництвом Валеріу Мілован. Мілован швидко втратив свою популярність після спроби скасування традиційних військових звань (така  егалітарна і для багатьох здавалася ексцентричної ідея практикувалася більшовиками). Крім цього він також спровокував конфлікт, коли він заарештував офіцера Войко Ническу, який дотримувався консервативних поглядів. Ническу уникнув ув'язнення, сховавшись в Челябінську, хоча його постать поступово переставала бути значною в добровольчих колах через все зростаючої підтримки рядовим складом більшовиків. Проте діяльність Ническу підтримали Симіон Гокан і Ніколає Неделку, і румунські лоялісти в Челябінську заснували полк «Хорія» (іноді також іменується батальйоном). Майор Йоан Димбу був призначений його командиром. Незабаром були сформовані батальйон Мерешешті і резервний батальйон, які зайняли кілька населених пунктів близько Челябінська.
В цей же час дві призовних комісії у Владивостоці також відновили свою діяльність після прибуття міжнародних антибільшовицьких сил. Їх агітаційні листівки, підготовлені буковинцем Йоргу Тома потрапили в усі 40 таборів для військовополонених в даному регіоні, закликаючи добровольців пройти свій власний шлях до Челябінська. Челябінськ став головним місцем румунської політичної і військової активності. До липня 1918 року тут знаходилися 3 000 добровольців. Щоб припинити більшовицький вплив, майор Димбу розпорядився заарештувати Мілован і наказав самарському загону передислокуватися до Челябінська. Також в надії приборкати інакомислення, Димбу прийняв ряд інших заходів: їм знову були введені військові звання, роздана уніформа румунських сухопутних військ, почав функціонувати гурток вітчизняної культури.
Після довгої і небезпечної подорожі Елі Бафнея і деякі інші офіцери початкового дарницького корпусу об'єдналися з батальйоном «Хорія» в середині осені 1918 року, в той момент, коли Австро-Угорщини зазнавала розпад, що викликало велику радість серед волонтерів. Об'єднання «Хоріі» і різні нових формувань з західносибірських таборів стало другим Добровольчої корпусом. Це угруповання нараховувало 5000 осіб. Виступивши спільно з чехословацькими легіонами, Румунія, нехай і без великого бажання з боку її уряду, стала однією з країн, які здійснювали інтервенцію в Росію. Передислокувати з Іркутська в Омськ в кінці 1918 року, волонтери висловили свою незацікавленість в боротьбі проти більшовиків: після бунту проти полковника Кадлец, чеського технічного радника, корпус був переданий під керівництво глави французької місії Моріса Жанена.
Румунський Сибірський легіон Сибіру був утворений з цього формування, але тільки 3000 його солдатів і раніше були добровольцями, 2000 інших були поступово вивезені із зони бойових дій, відправлені до Румунії або доставлені назад в таборах для військовополонених. Як відзначав румунський історик Іоан Шербан, перемога на Західному фронті відкрила шлях до об'єднання Румунії з Трансільванією, тому бійці «просто хотіли якомога швидше повернутися в рідні краї до своїх родин». Виняток склали хіба що симпатики більшовиків: в жовтні 1918 року майор Димбу був убитий своїми власними солдатами. Однією з причин цього вчинку був арешт Мілован.
Бійці Легіону захищали Транссибірську залізницю між містами Тайшет і Нижнеудинськ, де змусили більшовиків укласти перемир'я і отримали репутацію жорстоких солдатів: їх називали «Дика дивізія». Антирадянські формування та румунські некомбатанти в кінцевому підсумку вирушили з Далекого Сходу разом з іншими військовими формуваннями держав, які брали участь в інтервенції в Росії. Румунські солдати були остаточно репатрійовані починаючи з травня 1920 року. З Мілована, який пройшов через військово-польовий суд Легіону, були зняті звинувачення судом вищої інстанції факту, однак ті, хто вбив майора Димбу, були засуджені як заколотники і вбивці.

### Подальша доля солдатів корпусу
Початковий військовий склад Добровольчого корпусу був демобілізований в грудні 1918 року, незабаром після поразки Німеччини і приєднання Трансільванії (день об'єднання, 1 грудня, тепер є офіційним святом в Румунії). Румунські добровольці одностайно висловлювалися за об'єднання і, на думку деяких румунських дослідників, були прямими попередниками «Великих національних зборів» в місті Алба-Юлія, де союз з Румунією був схвалений присутніми депутатами на основі Вільсоновском принципів . Тому маніфест Добровольчого корпусу від 26 квітня 1917 року іноді називають «перша Алба-Юлія». У самій Трансільванії, проте, громадська думка з приводу питання про об'єднання не було однозначним. Незадовго до початку  Угорсько-румунської війни колишні солдати корпусу знову вирішили звернутися з проханням про зарахування в армію. Старі противники ідеї об'єднання з Румунської національної партії, члени якої очолювали Директорію Ради Трансільванії після 1918 року, відмовилися формувати корпус як єдине військове підрозділ і тому плани з мобілізації були відхилені. Новий корпус «Хорія» був сформований в місці біля річки Крішул-Алб, яка була першою лінією оборони проти армії Угорської Радянської Республіки.
У 1923 році об'єднання ветеранів корпусу, «Союз добровольців», мало репутацію фашистської секції Румунської національної партії. Ветеран корпусу Петру Немоіану рішуче спростовував таку думку, і заявляв, що серед колишніх бійців РНП мала погану репутацію через її відносини до трансільванського питання.Симион Гокана, який більш прихильно ставився до РНП, був головним керівником Союзу добровольців в жудець Біхор і скаржився з приводу напружених відносин з Немоіану. Члени спілки також балотувалися в якості представників Трансільванії в  парламенті країни на виборах 1931 року. Вони утворили виборчий блок разом з Демократичною націоналістичною партією під керівництвом Ніколае Йорга, спрямований проти РНП і її наступників (Національної селянської партії), але все ветерани виявилися в кінці списку виборчого блоку і депутатських місць не отримали.
Між 1948 і 1989 роками, коли Румунія була соціалістичною країною, внесок добровольців в боротьбу офіційна влада намагалися замовчувати. За даними Шербана, комуністична історіографія представляла їх історію «поверхнево і, як правило, в усіченому вигляді або в контексті інших подій». Під час першої хвилі насадження соціалістичних порядків репресії торкнулися кількох фігур, які колись були пов'язані з корпусом: Буфнеа, Север Боку (був забитий до смерті у в'язниці Сигет), і Гіче Попп.
Інтерес до історії Добровольчого корпусу почав відроджуватися після  Румунської революції 1989 року. Зараз існує кілька реліквій, пов'язаних з історією загону: в першу чергу це прапор Дімітріє Лезерела, яке, ймовірно, є єдиним збереженим до наших днів з семи. У 1923 році Лезерел приніс його на з'їзд добровольців в Араді. Цей стяг називають «Дарницький прапор». Він був переданий в місцеву церкву, а потім виставлено в Музеї Банату в місті Тімішоара. Кишинівський прапор був подарований членами корпусу Національного музейного комплексу в Сібіу.